# Militärgeschichte
Militärgeschichte (auch Kriegsgeschichte) ist die Dokumentation und Erforschung von konfliktträchtigen Ereignissen in der Geschichte der Menschheit und den Militärapparaten der einzelnen Völker. Sie erstreckt sich von Meinungsverschiedenheiten unter Volksstämmen über zwischenstaatliche Konflikte bis zu Weltkriegen. Außerhalb dieser Konflikte beschäftigt sie sich mit der militärischen Rüstung und den Truppen der einzelnen Staaten.

## Über das Fachgebiet
Militärgeschichte beschäftigt sich als Teilgebiet der Geschichtsschreibung
- mit der inneren Struktur des Militärs und seines Handelns im engeren militärischen Sinne und
- mit dem Wechselspiel zwischen der Institution Militär und der jeweiligen Gesellschaft in politischer, kultureller, soziologischer und nicht zuletzt auch technologischer Hinsicht.

Im Gegensatz zur älteren Kriegsgeschichte und der Wehrgeschichte der Zwischenkriegszeit ist das Blickfeld über die eigentliche Geschichte der Schlachten ausgeweitet worden: auch der Aspekt der „Militarisierung“ der Gesellschaft ist einbezogen worden. Auch die Friedensforschung nimmt diese gesamtgesellschaftliche Komponente in Hinsicht auf die Genese (insbesondere zeitgenössischer militärischer Konflikte) verstärkt in den Blick. Verschiedene Problemfelder zeichnen sich im Rahmen des engeren, traditionellen Ansatzes ab:

### Die Militärs und ihre Befehlshaber
Die Rolle des obersten Militärs und des politisch Verantwortlichen waren in absoluten Monarchien  identisch, sie wurden in der Neuzeit aber meist getrennt. Es wird zwischen Befehls- und Kommandogewalt unterschieden. Ein Auseinanderklaffen zwischen beiden zeigt das Verhältnis zwischen Wilhelm II. und Hindenburg. Militärs, die die politische Macht okkupieren (nach dem bekanntesten Vertreter wird dieses Verhalten Bonapartismus genannt), pflegen sich mit dem zugehörigen zeitgenössischen Titel, sei dies „Kaiser“ oder „Präsident“ (Beispiele heute: Pakistan, Birma) zu dekorieren. Die totalitären Systeme des 20. Jahrhunderts waren aber keine Militärdiktaturen: die Bezeichnungen „Führer“, „Duce“, „Wost“ sind allgemeine Bezeichnungen nicht-militärischer Natur. Die Betreffenden hatten auch keinen nennenswerten Dienstgrad innegehabt.

### „Der bunte Rock“
Uniformen, Fahnen, Orden, Ehrenzeichen und Dienstgrade, Waffen und Waffengattungen sind von großer Anschaulichkeit und daher von oft großem allgemeinem Interesse gewesen. Innerhalb des Militärs erscheinen die Bezeichnungen von Funktion und Dienstgrad von besonderem Interesse. Die Trennlinie von Führenden im Sinne einer sozial exklusiven Gruppe und von sozial niedergestellten Soldaten verläuft hierbei nicht entlang des qualitativen Kriteriums der Anzahl der jeweils unterstellten Soldaten; es ist beispielsweise wenig erhellend, „Centurio“ mit „Hauptmann“ zu übersetzen.
Der Bereich der Bewaffnung und taktischen Gliederung ist ebenfalls von Interesse. Im Wechselspiel mit der technischen Entwicklung werden neue Strukturen entworfen und überkommene getilgt oder traditionspflegend mit neuen Inhalten gefüllt (Bezeichnung von leichten Panzertruppen als „Kavallerie“).

### Die Schlacht und der Krieg
Noch stärker zeigt sich das allgemeine Interesse an der militärischen Auseinandersetzung an einem begrenzten Ort innerhalb eines bestimmten Zeitraumes, wobei diese Eingrenzung in neuerer Zeit teilweise verloren ging (Schlacht um Verdun; Luftschlacht um England).
Früher wurde oft versucht, Unterschiede im „Charakter“ der Soldaten (oder bestimmter Soldatengruppen, z. B. Waffengattungen) und/oder im „Nationalcharakter“ herauszuarbeiten und damit Kriegsverläufe oder den Ausgang von Schlachten zu erklären.

Es gibt verschiedene Typen von Kriegen, z. B. Religionskriege, weltanschaulich motivierte Kriege, „imperialistische“ Kriege (nach insbesondere marxistisch-leninistischer Auffassung zur Sicherung von Rohstoffquellen und Absatzmärkten geführt – siehe Eroberungskrieg), Kriege aus „Revanche“, Angriffskriege und Verteidigungskriege. Nach der Art der Entstehung kann man unterscheiden, eher „zufällig“ begonnene Kriege (siehe Erster Weltkrieg) und planmäßig begonnene (siehe zum Beispiel Irakkrieg).

## Die interkulturelle Dimension
Interessant sind in diesem Sinne militärische Treffen zwischen Angehörigen verschieden entwickelter Gesellschaften (Ritter gegen Mongolen). Es zeigt sich, dass die technologisch weiter entwickelte Seite durchaus nicht immer siegreich ist. Sicherlich spielen dabei auch die Motivation, Ausbildung und persönliche Fähigkeiten der Beteiligten eine wichtige Rolle. Dies artete in der Geschichtsschreibung häufig in eine sehr weitgehende Betrachtung der Feldherrenqualität aus. Selbstverständlich sind aber biographische Aspekte einzelner Militärs durchaus von Bedeutung.

## Militär und Gesellschaft
Nicht zuletzt ist das Verhältnis zwischen Kämpfern und Nichtkombattanten von großem Interesse. Die Militärverfassung zwischen generellem Aufgebot, Miliz, Wehrpflicht, Berufssoldatentum und Söldnerei, die rechtliche Komponente des „ius ad bellum“ und des „ius in bello“ sind zentral behandelte und zu behandelnde Themen. Vietnamkrieg zu Friedensbewegung und Kalter Krieg.

## Entwicklung des Fachgebietes Militärgeschichte
Besonders in der Geschichte der preußisch-deutschen Militärgeschichtsschreibung als „Kriegsgeschichte“ ist die ideologische Vereinnahmung seitens der politischen Elite im Sinne einer anti-demokratisch dynastischen Grundausrichtung der Gesellschaft (verstärkt nach den Einigungskriegen) zu konstatieren, insbesondere im Sinne des Hauses Hohenzollern.

### Prinzipielles
Diese problematische Grundkonstellation wird durch die aus ihr hervorgegangenen Entwicklungen noch verschärft: „Speziell im deutschen Sprachraum ist das Forschungsgebiet der Militär- und Kriegsgeschichte durch grundlegende Widersprüche und Unübersichtlichkeiten gekennzeichnet, welche sowohl aus Kontinuitätsbrüchen innerhalb der Militärgeschichtsschreibung selbst als auch aus der Vielzahl der Institutionen und Personengruppen resultieren […].“ (Nowosadtko, Jutta: Krieg, Gewalt und Ordnung: Einführung in die Militärgeschichte, Tübingen 2002. S. 16)

### In der Frühen Neuzeit
Die Militärgeschichte, die ihre Wurzeln in der Frühen Neuzeit hat, war seit ihrer Entstehung applikatorisch geprägt. Ihre Aufgabe sollte es sein, durch das Verstehen und Aufbereiten der militärischen Geschehnisse der Vergangenheit für zukünftige Schlachten und Feldzüge zu lernen und Fehler zu vermeiden, indem man die aus der Analyse gewonnenen Erkenntnisse entsprechend in die Planungen und Handlungen einfließen ließ. Hier stand also die direkte praktische Nutzanwendung im Vordergrund, nicht jedoch wissenschaftlicher Erkenntnisgewinn im Sinne der modernen Historiographie. Die übergreifende Bezeichnung dieser Tätigkeit war dementsprechend auch eher „Kriegswissenschaft“ (im Sinne einer angewandten Technik), die „Kriegshistorie“ war dabei nur ein Hilfsmittel. Diese Kriegswissenschaft wurde von den entsprechenden Fachleuten, den Soldaten, betrieben und sie wurde durch die Jahrzehnte zudem mit einem deutlichen traditionspflegerischen Charakter aufgeladen, welcher der wissenschaftlich-kritischen Methode diametral entgegenstand.

### In der Neuzeit
Erst im 19. Jahrhundert brachen mit Max Jähns (in Ansätzen), vor allem aber mit Hans Delbrück die zivilen Historiker in diese Domäne der Militärfachleute ein, und versuchten, die Methoden der Geschichtswissenschaft auch in der „Kriegshistorie“ zu etablieren. Ein jahrelanger Streit, der sogenannte „Strategiestreit“, war die Folge. Unversöhnlich standen sich die beiden Seiten gegenüber: Der Zivilhistoriker und seine Anhänger glaubten, man dürfe die Geschichte des Krieges nicht als applikatorisches Werkzeug in der Hand von wissenschaftlich unkundigen oder unwilligen Laien belassen, sondern müsse sie zur Teildisziplin der allgemeinen Geschichtswissenschaft machen. Die Militärs hingegen wollten sich nicht darauf einlassen, die Deutungshoheit über die Geschichte ihres Spezialgebietes an Zivilisten abzugeben, die ihrerseits zwar wissenschaftlich qualifiziert, aber ihrer Meinung nach militärisch zu unkundig waren. Die Widerstände gegen Delbrücks Vorhaben waren allerdings unüberwindbar: „So traf das Delbrück’sche Projekt einer Militärgeschichte weitgehend auf Ablehnung in den genannten Institutionen – mit Konsequenzen, die auch noch nach Jahrzehnten unübersehbar waren.“ (Deist, Wilhelm: Bemerkungen zur Entwicklung der Militärgeschichte in Deutschland, in: Thomas Kühne, Benjamin Ziemann: Was ist Militärgeschichte. Paderborn 2000, S. 315–323) Oder um es deutlich auszudrücken: Delbrück verlor das Ringen mit den Militärs. Schon die Geschichtsschreibung zum Ersten Weltkrieg war wieder fest in der Hand der Militärs, mit Folgen, die bis auf den heutigen Tag im Diskurs über diesen Krieg wirken.
Vor diesem Hintergrund, dem traditionspflegerischen und applikatorischen Verständnis von Kriegsgeschichte, müssen die Quellen und die darin versteckten Denkprozesse stets betrachtet werden. Diese Sichtweise, aus einer bewusst verengt wahrgenommenen Geschichtsperspektive direkte Nutzanwendung ziehen wollen, ist mitentscheidend gewesen für die Entwicklungen, die in dieser Arbeit beleuchtet werden. Auch nach Delbrücks singulärem Vorstoß blieb die militärische Geschichte in der Hand der Soldaten, und somit applikatorische Kriegsgeschichte. Einzug hat das Politische in diese Sphäre nur insofern gefunden, als dass die Kriegsgeschichte nun zur Legitimation politischer Handlungen verwendet wurde – ihr methodisches Wesen blieb davon jedoch unberührt.

#### Zeitschrift „Militärwissenschaftliche Mitteilungen“
Nach dem Ersten Weltkrieg wurden 1918/19 sämtliche militärische Fachzeitschriften in Österreich eingestellt. Die Streitkräfte unterlagen zunächst denselben Restriktionen wie die des Deutschen Reiches, weshalb nach dem Krieg kein Generalstab eingerichtet werden durfte, der eine amtliche militärische Geschichtsschreibung hätte betreiben können. Außerdem bestand in den Wirren der Nachkriegszeit kein Interesse an einer Fachpresse zur militärischen Unterrichtung der Streitkräfte. Ab dem Sommer des Jahres 1920 erschienen im Österreichischen Bundesministerium für Heerwesen mit Förderung des Heersinspektorats die „Technischen Mitteilungen“, eine Zeitschrift, die es bereits seit 1869 gegeben hatte. Diese behandelte allerdings nur militärtechnische und artilleristische Themen. Mehr war zu diesem Zeitpunkt nicht zu erreichen, da die „Ständige Parlamentskommission für Heeresangelegenheiten“ sich unter Leitung des Generals Theodor Körner gegen jede weitere Form von „habsburgischer Traditionspflege“ stellte.
Als Körner 1924 pensioniert wurde, wurde die Zeitschrift in „Militärwissenschaftliche und Technische Mitteilungen“ umbenannt; später in „Militärwissenschaftliche Mitteilungen“. In ihr wurden nun wieder umfangreiche militärische Themenbereiche behandelt. Unter der Leitung zweier Offiziere nahm der Umfang der Zeitschrift bis 1932 um das 4-fache zu und umfasste etwa 1000 Seiten pro Jahr. Zusätzlich erschienen Sonderhefte zu größeren Themengebieten. Es erschien eine Ausgabe pro Monat; zusätzlich wurde ein „Verlag der Militärwissenschaftlichen Mitteilungen“ eingerichtet, der Bücher zu militärischen Themen publizierte.
Die Schriften sollten der Aufarbeitung der taktischen Lehren des Ersten Weltkrieges dienen, zur Truppenausbildung und als Diskussionsplattform. Dabei beeinflussten die Beiträge oft die Erstellung der neuen Ausbildungsvorschriften oder lieferten wichtige Kooperationsarbeit mit der militärgeschichtlichen Abteilung des Kriegsarchivs, das inzwischen die amtliche österreichische Militärgeschichte des Ersten Weltkrieges begonnen hatte. Kriegstheoretische Arbeiten fanden sich allerdings kaum. In den Ausgaben erschienen dafür regelmäßig sogenannte „Wehrpolitische Übersichten“, in denen die Streitkräfte Europas und die strategische Lage analysiert wurden. Literaturbesprechungen machten einen großen Teil die Zeitschrift aus.
Nach der Annexion Österreichs an das Deutsche Reich im Jahre 1938 wurde die Herausgabe der Zeitschrift der „Deutschen Gesellschaft für Wehrpolitik und Wehrwissenschaften Berlin – Zweigstelle Wien“ unterstellt.
Viele der Beiträge zum Verlauf des Ersten Weltkrieges sind sehr wertvoll geworden, da viele originale Aktenbestände im Zweiten Weltkrieg verloren gegangen sind. Interessant sind für Historiker auch die „Wehrpolitischen Übersichten“, da sie einen Einblick darin geben, wie damals Fachleute die militärische Situation in Europa rezipierten.

### Im Nationalsozialismus
Der nächste Versuch, die Kriegsgeschichte zu erweitern, fand unter der Ägide der Nationalsozialisten statt, als versucht wurde, die Kriegsgeschichte unter dem Leitmotiv des Volksgemeinschaftsgedankens zu einer sog. „Wehrgeschichte“ auszubauen. Sie wurde dazu einerseits methodisch erweitert, indem sie ihren Fokus explizit verbreiterte. Diesen Vorteil verspielte sie allerdings, indem sie sich explizit unkritischen, systemstützenden Charakter vorschrieb und alle ihre Erkenntnisse einem wertenden und ordnenden Prinzip unterordnete. Dieses Konzept ging allerdings mit dem Regime, das es zu legitimieren suchte, unter.

### Nach 1945
„Die beiden folgenden Jahrzehnte standen […] im Zeichen der Memoiren hoher Offiziere der Wehrmacht.“ (Deist, Bemerkungen, S. 318.) Nun schließlich, nachdem durch die Dimensionen des Schreckens des Zweiten Weltkrieges diese Art der Historiographie unerträglich geworden war, setzte sich in der Auseinandersetzung mit ebendieser Art der traditionspflegenden Geschichtsschreibung die wissenschaftlich-kritische Militärgeschichte von der alten Kriegsgeschichte ab. In einem langsamen Prozess, der die 60er und 70er Jahre umfasste, etablierte sich die Militärgeschichte endlich als vollwertige Subdisziplin der Allgemeingeschichte. Die Leistung des Militärgeschichtlichen Forschungsamtes (MGFA) als Kernzelle dieses Prozesses ist dabei kaum zu überschätzen. „Die grundsätzliche Neuorientierung der Militärgeschichte […] beschränkte sich auf eine kleine Minderheit von Wissenschaftlern im MGFA, die in Auseinandersetzung mit den Epigonen einer traditionellen Wehr- und Kriegsgeschichte den Anschluss an die allgemeine Geschichtswissenschaft mühsam erarbeiten mussten. Auf der Basis grundlegender Einzelveröffentlichungen seit den sechziger Jahren des Jahrhunderts formulierte das Militärgeschichtliche Forschungsamt kraft seiner institutionellen Autorität in einem noch immer beachtenswerten Positionspapier die Bedingungen und Chancen einer Erweiterung der Militärgeschichte hin zu einem Teilbereich der allgemeinen Geschichtswissenschaft.“ (Funck, Markus: Militär, Krieg und Gesellschaft, in: Kühne/Ziemann, Militärgeschichte. S. 157–174. Hier S. 158. Vgl. das genannte Positionspapier z. B. in: MGFA (Hrsg.): Militärgeschichte, Probleme – Thesen – Wege, Stuttgart 1982. S. 48–59.) Das MGFA setzte sich explizit ab von jeder Vereinnahmung, wurde allerdings trotzdem nicht als freies Institut, sondern eben als Forschungsamt begründet, was stets ein gewisses Spannungsfeld erzeugt und zu einem „[…] kräfteverschleißenden Dauerkonflikt zwischen wissenschaftlichen und militärischen Erfordernissen […]“ (Wette, Wolfram: Militärgeschichte zwischen Wissenschaft und Politik, in: Kühne/Ziemann, Militärgeschichte. S. 49–71, S. 61) führt. Dennoch kam es nicht zuletzt durch die natürliche Generationenfolge dazu, dass junge, kritische Wissenschaftler (wie z. B. Manfred Messerschmidt) die Widerstände der Traditionalisten überwanden und eine Geschichtsschreibung etablierten, die allen Erfordernissen der kritisch-wissenschaftlichen Methode genügt.

### Militärgeschichte in Erweiterung, oder auch „Moderne Militärgeschichte“
In den 1970er Jahren wurde im Zuge des Anschlusses an die wissenschaftliche Gemeinschaft das Instrumentarium der Militärgeschichte, wie sie nun in Abgrenzung zur alten Kriegs- und Operationsgeschichte zunehmend genannt wurde, um sozialgeschichtliche Perspektiven erweitert. Nicht länger stand nur die Kriegführung als solche im Mittelpunkt, sondern die Verstrickungen von Militär als sozialer Gruppe mit der sie umgebenden Gesellschaft in ihrer ganzen, kaum überblickbaren Vielfalt – auch, aber bei weitem nicht nur in Kriegszeiten. Ergänzt wurde dieser Ansatz durch die Integration der mentalitätsgeschichtlichen Perspektive, die vor allem beim Verstehen von Massenphänomen, wie sie bei Armeen als teilweise sehr homogenen Gruppen oft vorkommen, hilfreiche Dienste geleistet hat. Mit Beginn der 90er Jahre wurde dann vermittels dieser Ansätze die Perspektive verlagert, und der Blick von unten, auch der alltagsgeschichtliche, rückte in die Aufmerksamkeit der Militärhistoriker. Damit zusammenhängend wurde auch eine differenziertere Sichtweise auf Täter- und Opferrollen kultiviert. Dennoch: Noch 1989 stand in einer Einführung in das Studium der neueren Geschichte zu lesen: „Unter den Teildisziplinen unseres Faches neigt die Krieg- und Militärgeschichte in besonders hohem Grade zu einem Dasein in der Abgeschiedenheit, das zu ihrer sachlichen Bedeutung in auffallendem Gegensatz steht.“ (Opgenoorth, Ernst: Einführung in das Studium der neueren Geschichte, Paderborn 1989. S. 218)
Erst in den 1990er Jahren wurde die Distanz zwischen Universitätshistorie und einer separaten Militärgeschichte praktisch gänzlich aufgelöst. Die moderne Militärgeschichte erlebte in den letzten zehn Jahren einen ungeahnten Aufschwung, der nicht zuletzt dadurch forciert wurde, dass sich Militärhistoriker nach dem Historikertag 1994 im Arbeitskreis Militärgeschichte organisierten und so eine produktive Plattform schufen.
Die neue Vielfalt der Perspektiven führt zu einem überraschenden Problem: War die alte Kriegsgeschichte thematisch noch so fokussiert, dass sie, unabhängig von ihren Betreibern, kaum erkenntnisträchtig war, so ist ihre Nachfolgerin, die moderne Militärgeschichte, so vielen Ansätzen gegenüber offen, dass es schwerfällt, sie überhaupt zu definieren. Es ist kein Zufall, wenn Gerd Krumeich den Satzbau wählt: „Heute sind militärhistorische Themen im Rahmen einer Institutionen-, Sozial- und Mentalitätsgeschichte durchaus Themen der Allgemeingeschichte geworden.“ (Krumeich, Gerd: Sine ira et studio?, Ansichten einer wissenschaftlichen Militärgeschichte. In: Kühne, Ziemann, Militärgeschichte. S. 91–105. S. 91) Die Militärgeschichte ist eher eine Themenfacette der Ansätze geworden, die sie sich ursprünglich zu Eigen machen wollte. Eine genaue Abgrenzung und Begriffsbestimmung fällt daher schwer; diesem Urteil schließen sich auch Nowosadtko, Kühne, Ziemann und andere einhellig an. Die Militärhistorie scheint in dieser Betrachtung keine eigene Disziplin zu sein, sondern nur ein Thema der jeweiligen Methoden. Das wäre aber zu kurz gegriffen, da dieser Einwand ignorieren würde, dass gerade die thematische Konzentration unter Einschließung verschiedenartiger Methoden ganz eigene Ergebnisse zeitigt, die ohne diesen thematischen Fokus nicht erlangt worden wären. Bestimmte Erkenntnisse können nur vor dem Hintergrund des thematischen Netzwerkes „Militärgeschichte“ gewonnen werden, ungeachtet der genutzten Methoden.
Es folgt also aus der Sachlage der schwierigen Abgrenzbarkeit keine Beliebigkeit, sondern eine große Forschungsfreiheit mit originär eigenen Perspektiven, die alte Ansätze durchaus mit einschließt, und zur abschließenden Definition führt: „Militärgeschichte ist eine Spezialdisziplin der allgemeinen Geschichtswissenschaft, „die sich den militärischen Gegebenheiten in der ganzen Breite ihrer vielfältigen Erscheinungsformen zuwendet“ (Arbeitsgruppe MGFA, 1976). (Zu finden z. B. bei: Karl-Volker Neugebauer, Einführung, in: ders. (Hrsg.): Grundzüge der deutschen Militärgeschichte, Band 1: Historischer Überblick, Freiburg 1993, S. 9–11. S. 9) Für den Teil der Militärgeschichte, der sich unter Beachtung der geschichtswissenschaftlichen Methoden mit den Aktionen der Streitkräfte im Kriege beschäftigt, ist heute der Begriff „Operationsgeschichte“ gebräuchlich; früher sprach man in diesem Zusammenhang von ‚Kriegsgeschichte.’“

### Forschungstendenzen
Dementsprechend breit gefächert sind die aktuellen Forschungstendenzen, von denen hier nur die wesentlichsten aufgezeigt werden können. Eine der zentralen Debatten ist die Frage nach dem Abschied von Clausewitz, oder besser gesagt des von ihm geprägten Kriegsbildes. Angesichts der differenzierten modernen Kriegsformen dringt mehr und mehr die Frage ins Bewusstsein, wie Krieg eigentlich definiert werden muss. Low-intensity-conflicts, Guerillakriege, Warlord-ökonomien – die zu untersuchenden Formen sind zahlreich, die methodischen Ansätze durch die Nähe zu Politikwissenschaften und soziologischer Konfliktforschung vielfältig und bis jetzt wenig von spezifisch historischer Seite erschlossen.
Eng damit verbunden ist die Frage nach der Theorie des totalen Krieges. Die genaue definitorische Ausarbeitung dieses (oft unreflektiert benutzen) Wortes und eine daran anknüpfende Theoriebildung sind von großem Interesse. Als Forschungsschwerpunkte gelten die Aufarbeitung der Geschichte des DDR-Militärs, die Diskussionen um den Begriff der Militärischen Revolution, um Disziplin und Disziplinarmechanismen, sowie die Frage nach Zusammenhängen von Krieg und Geschlechterordnung.
Von den Debatten um mediale Inszenierungen jüngster Kriege beflügelt steht der Konnex zwischen Medien und Krieg verstärkt im Blickfeld historischer Forschung (am wohl konsequentesten bei Ute Daniel, Frank Becker und Gerhard Paul).

## Bezeichnungen und Funktion militärischer Gliederungen in der Geschichte

### Antike
Die Begriffe „Kavallerie“, „Infanterie“, „Marine“, „Waffengattung“, „Artillerie“ müssen in ihrem jeweiligen Kontext verstanden werden, denn die neuzeitliche Entstehung der Begriffe färbt stark auf die antiken Bezugsobjekte zurück, was zu unerwünschten Assoziationen führen kann. (Das Kommando „Feuer“ beispielsweise lässt sich in der Antike auch schlecht vorstellen.) Militärische Funktion und soziale Herkunft des sie ausübenden Soldaten sind untrennbar voneinander, ungeachtet der individuellen Begabung.
Während zwischen dem alten Ägypten und seinen Feinden im heutigen Nahen Osten noch der Streitwagen eine wichtige Rolle gespielt hat, so kann doch insgesamt die Reiterei nicht grundsätzlich die schlachtentscheidende Rolle übernehmen, ungeachtet der Tatsache, dass die Angehörigen der Reiterei sozial hoch angesehen sind. Der Einsatz von Elefanten, insbesondere gegen die Römer, hat sich nicht bewährt, da verletzte Elefanten eine Gefahr auch für die eigene Seite darstellten.
Auch Ausnahmen in einzelnen Schlachten, etwa an die persönliche Tapferkeit und Reitkunst Alexanders d. Gr. wäre zu denken, kann nicht den elementaren Mangel antiker Reiter überdecken: das Fehlen des Steigbügels. Dadurch war eine Schock-Taktik wie durch die (schwere) Kavallerie der Neuzeit, wie auch der Ritterheere, nicht eigentlich möglich, jedenfalls nicht dann, wenn die angegriffene Fußtruppe diszipliniert und gepanzert war.
Es gab jedenfalls eigentlich nur leichte Reiterei, die mit Fernwaffen, d. h. Bogen, oder Speeren, oder aufgesessen, aber von stehendem Pferd mit dem Schwert oder eventuell auch abgesessen kämpften und im Wesentlichen Aufklärung, Verfolgung und Kurierdienste ausübten.
Es ist bezeichnend, dass das römische Heer der späten Republik und der Kaiserzeit über Reiterei nur in Form der Auxiliareinheiten verfügte. Dies ungeachtet der Tatsache, dass die equites die zweithöchste soziale Schicht nach den senatores waren.
Die Fußtruppe war also die wichtigste Waffengattung. Die schwere Fußtruppe konnte dem Beschuss durch Pfeile und Speere relativ gut widerstehen. Die leichte Fußtruppe begann mit ihren Fernwaffen, zu denen auch Armbrust und Kugelschleudern gehörten, das Gefecht, um den Gegner in Unordnung zu bringen, war aber nie schlachtentscheidend. Belagerungen schätzte man in der Antike wenig; man pflegte die Einwohnerschaft einer eroberten Stadt zu massakrieren oder zu versklaven. Daher ist auch die Rolle der Pioniere eine wenig angesehene. Es gab nicht nur bei Belagerungen, sondern auch im Felde Ansätze einer schweren Fernwaffe, die man Artillerie nennen mag, in dem Sinne, dass zur Bedienung mehr als ein Mann benötigt wurde.
Nach Actium sind in der Antike keine wichtigen Seeschlachten mehr geschlagen worden. Als Polizeitruppe dienten kleine Einheiten an den Flussgrenzen, wie Rhein oder Donau des Imperiums.

### Mittelalter und Frühe Neuzeit
Der Begriff „Mittelalter“ im eigentlichen Sinne bezieht sich auf Europa. In der marxistischen Geschichtsschreibung wurde der Begriff „Feudalismus“ verwendet, der aber auch die neuere Zeit bis zur Französischen Revolution abdeckte. Unter Zugrundelegung dieses weiteren Begriffes könnte man außereuropäische, durch feudale Strukturen geprägte Kulturen, wie etwa die der Shogunats-Zeit Japans, mit dem Begriff „Mittelalter“ belegen. Militärgeschichtlich ist das Kennzeichen in der individuellen Kampfkunst des sozial hochstehenden Ritters bzw. Samurais zu sehen. Dabei ist die Trennung in Japan zwischen Fußtruppe und Reiterei hinsichtlich der sozialen Schichtung nicht so eindeutig gegeben; die Hauptwaffe des Samurais war der Bogen, aber auch die Schwertkunst beherrschte er. (Vgl. Budo)
In Europa ist die Epoche durch gepanzerte (zunächst nicht zwingend adlige) Reiter gekennzeichnet, aus denen sich nach und nach der Berufskrieger entwickelt, welcher durch andere zu versorgen ist.
Die Kriegsführung hat sich seit der Antike eher zurückentwickelt, weg von geordneten Formationen bestehend aus gutausgebildeten Berufskriegern in klarstrukturierten Hierarchien hin zu gemischten Truppen, zusammengesetzt aus Bauern (mit umfunktionierten Arbeitsgeräten bewaffnet und den zahlenmäßig größten Teil der Truppen bildend) über den nicht adligen Fußsoldaten (Miles) bis hin zum hochgerüsteten, gut ausgebildeten Ritter. Auch wenn es gewisse Schlachtordnungen gibt, werden Kämpfe in der Regel individuell ausgefochten, die, abhängig vom Stand, mehr oder weniger stark reglementiert sind. Auch die Waffentechnik entwickelt sich von Speer und kurzem Schwert hin zur Lanze und dem Langen Schwert und im hohen und späten Mittelalter der Verbreitung von Armbrusten und Feuerwaffen.
Durch den, vormals reglementierten, Einsatz der Armbrust und zum kleinen Teil auch den Einsatz von Feuerwaffen wird es einer großen Zahl von ungeübten Kämpfenden möglich einen Ritter erfolgreich zu bekämpfen. Diese Tatsache und soziale Entwicklungen machen es unwirtschaftlich Rüstung und Schlachtross zu beschaffen und zu unterhalten, zumal die Verfügbarkeit käuflicher Krieger zunimmt, die, im Vergleich zu den Rittern, lediglich bei Bedarf zu bezahlen sind. Es entstehen die großen Söldnerheere der frühen Neuzeit, ohne die Kriege wie der Dreißigjährige Krieg nicht zu führen gewesen wären. Mit den neuen Kriegern kommen Taktiken auf, die zuletzt in der Antike gebräuchlich waren – die Bewegung und der Kampf in fester Formation und die Unterscheidung nach „Waffengattungen“ (leichte/schwere Infanterie, verschiedene Fernwaffen, leichte und schwere Kavallerie usw.).
Es erhalten sich lediglich Teile der Rüstung (Kürass) und die nach wie vor große taktische Bedeutung der Kavallerie.
Was sich nicht ändert ist die Tatsache, dass fast ausschließlich Adlige Führer von größeren Verbänden sind. Es entwickelt sich zwar langsam eine neue differenziertere Struktur, jedoch dauert es bis ins ausgehende 18. Jh., bis nichtadlige in europäischen, dann landesherrlichen, stehenden Heeren Zugang zu den Offiziersrängen erhalten. Üblich wird das jedoch erst im beginnenden 20. Jahrhundert.

### Die Artillerie
Das Zeitalter der ersten Feuerwaffen ist in Europa auch die Zeit der „Condottieri“, ein Begriff aus der Zeit der permanenten Kriege der italienischen Stadtrepubliken. Er kennzeichnet den auch als Befehlshaber aktiven Militärunternehmer, der sich und seine Einheit an den höchst Bietenden verpachtet (bekanntester Vertreter: Wallenstein). Nicht zufällig lebte auch Machiavelli zu dieser Zeit. Die Söldnerheere erhielten im Reich auch die Bezeichnung Landsknechte.

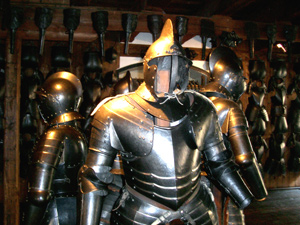
Rüstungen im Grazer Zeughaus

Als eigenständige Waffengattung entsteht die Artillerie zwar keinesfalls neu, Belagerungsgeräte wie den Onager, die Balliste und das Katapult hat es bei den Römern bereits gegeben, und auch die Unterscheidung des Geschütztypes in flach und steil schießende Geschütze ist nicht neu. Die erste Feldschlange wird auf Grund geringer effektiver Reichweite und Schussgeschwindigkeit aber eher psychologisch gewirkt haben. Die Haubitze und der Mörser, auch Bombarde genannt dienen als Belagerungswaffe im indirekten Schuss.
Zur osmanischen Artillerie siehe Topey.
In der Neuzeit verliert die Reiterei ihren sozialen Status; lediglich die Offiziere entstammen weiterhin dem Adel.

## Moderne

### Heer
In der frühen Neuzeit ist das spanische Heer lange Zeit der Maßstab der Landstreitkräfte, bevor dieser Rang an Frankreich und später auch Preußen übergeht. Die spanischen „Terzios“, d. h. „Haufen“ mit mehr als tausend Mann bestehen aus einer Mischung von Pikenieren und Arkebusieren. Erstere wehren die Reiterei erfolgreich ab, wodurch sie vom Sturmangriff in den wenig effizienten Fernkampf gezwungen werden. Die Elitetruppe der türkischen Armee sind die Janitscharen. Dies sind verwaiste oder den Eltern entrissene, im muslimischen Glauben und auf Staatskosten erzogene Christenjungen, aus den eroberten Gebieten des Osmanischen Reiches.
Eine Uniformierung des gesamten Heeres erfolgt in Europa erst später, kurz vor 1700. Einzelne Truppenteile eines Heeres zeigen aber auch dann noch große Unterschiede in ihren jeweiligen Uniformen.
Die Infanterie teilt sich im Allgemeinen in Musketiere, ausgerüstet mit glattläufigen Musketen, Füsiliere (kämpfen im geschlossenen Verband; sehr kampfstark durch Gewehrsalven und Bajonett-Sturmangriffe), Jäger (tatsächlich am Anfang Berufsjäger, ausgestattet mit Büchsen mit gezogenen Rohren, kämpfen in lockerer Formation), Grenadiere (werfen Granaten mit Zündschnur) und Pioniere.

### Die Kavallerie
Unterschiedlich sind auch die Bezeichnungen der Kavallerie. Es gibt neben der schweren Kavallerie, sogenannten Kürassieren (wegen ihres Brustpanzers Kürass) auch die mit Lanzen bewaffneten Ulanen, ursprünglich Polnische Lanzenreiter. Daneben wird zu Aufklärung leichte Kavallerie verwendet, wie die Husaren (ursprünglich ungarische leichte Reiter) oder aufgesessene Infanteristen, wie etwa Dragoner oder Jäger zu Pferde. Die Reiterei wird als Reserve verwendet, um bei einer Niederlage zurückweichende Infanterie zu unterstützen oder um den Gegner in die Flucht zu schlagen. Die Artillerie gewinnt durch Napoleon, einen ehemaligen Artilleristen, stark an Bedeutung, steht sozial aber unter der Kavallerie. Schon in den Napoleonischen Kriegen zeigt sich, dass Kavallerieangriffe auf geschlossene Infanterie in Kolonne oder Karree wenig erfolgversprechend und verlustreich sind, wie etwa in der Schlacht bei Waterloo oder im Krimkrieg, bei der „Attacke der Leichten Brigade“ in der Schlacht bei Balaklawa. Mit dem Aufkommen schnell zu ladender Handfeuerwaffen und erster Maschinengewehre im Amerikanischen Bürgerkrieg oder auch im Deutsch-Französischen Krieg ist die Ära der Kavallerie endgültig vorbei. Im Ersten Weltkrieg wird die Kavallerie nur noch an der Ostfront erfolgversprechend eingesetzt.
Entscheidend für den Verlust der Beweglichkeit der Heere auf dem Schlachtfeld ist im Ersten Weltkrieg die weitere Entwicklung des Maschinengewehrs. Das Erstarren der Fronten durch die Überlegenheit des in der Defensive kämpfenden Gegners, suchen die Kriegsparteien zwischen 1915 und 1918 durch verschiedene Techniken zu überwinden. Beginnend mit einem massierten Einsatz von Artillerie in unterschiedlichster Form, der Entwicklung von chemischen Kampfstoffen, dem Entstehen von Luftstreitkräften bringen erst die als Tanks bezeichneten Panzerkampfwagen der britischen und französischen Streitkräfte ein neues Element auf das Schlachtfeld, welches in der Lage ist, den Vorteil eines sich verteidigenden Gegners zu überwinden.
Die Diskussion wie und für welchen Zweck diese Kampffahrzeuge einzusetzen sind, beherrscht die Zwischenkriegszeit hin zum Zweiten Weltkrieg. Erkenntnisse aus den Kriegsereignissen in Nordafrika und im Spanischen Bürgerkrieg werden unterschiedlich ausgelegt und führen zu unterschiedlichen Doktrinen für den Einsatz von Panzer. Im Zweiten Weltkrieg bewahrheitet sich teilweise die Effektivität eines Einsatzes als Nachfolger der Kavallerie, indem durch die Begleitung der Panzer durch Panzergrenadiere auf leicht gepanzerten Fahrzeugen, die im Gefecht infanteristisch kämpfende Soldaten, die vorstoßenden Panzer vor gegnerischer Infanterie schützen und Zielräume besetzten können. Ergänzt durch fliegende Verbände, die eine Aufklärung leisten und auch als weitreichende „Artillerie aus der Luft“ operieren, zeigt sich in dieser Zeit, dass eine Verbindung verschiedener Waffengattungen in der Kriegsführung erfolgversprechender ist.
Eine neue Waffengattung des Ersten Weltkriegs sind die Gebirgsjäger.
Dem Erfordernis nach höherer Mobilität und der Einschränkung der Luftstreitkräfte durch Witterungsbedingungen folgend, werden zu Beginn des Zweiten Weltkriegs Artilleriewaffen auch auf Selbstfahrlafetten zum Einsatz gebracht. Konventionelle Geschütze mit Zugmaschine haben bereits in dieser Phase Schwierigkeiten dem dynamischen Gefecht zu folgen und sind bei Luftüberlegenheit und in Kombination mit starker Artillerie des Gegners kaum noch überlebensfähig. So entstehen in dieser Zeit neben klassischen Artilleriewaffen auf Fahrzeugen auch vollgepanzerte Spezialfahrzeuge, wie „Sturmgeschütze“ für die direkte Bekämpfung von Infanteriezielen und Geschützstellungen und Jagdpanzer, zur flexiblen Abwehr gegnerischer Panzer.
Eine neue Waffengattung des Zweiten Weltkriegs sind die Fallschirmjäger und Luftlandetruppen. Ihr großer Nachteil ist jedoch der Sinkflug am Fallschirm auf den Boden oder das Herangleiten in langsamen Transportflugzeugen, während der Landungsphase sind sie leichte Ziele für die gegnerischen Kräfte. Mit dem vermehrten Aufkommen von Hubschraubern, mit der Möglichkeit des gezielten Absetzen von Luftlandetruppen in späteren Kriegen (z. B. Vietnam), ändert sich die Einsatztaktik der Fallschirmtruppen.
Die Fernmeldetruppe gewinnt permanent an Bedeutung, je stärker, schneller und präziser die Waffenwirkung und die Bewegungsgeschwindigkeit der Truppe wird. Sie ist wesentlich für die Informationsübertragung von Lageerkenntnissen von Feindbewegungen und den Zustand der eigenen Truppe und deren Führung.

## Nach dem Zweiten Weltkrieg

### Die Nuklearwaffen
Mit dem Einsatz der amerikanischen Atombombe in Hiroshima und Nagasaki ging der Zweite Weltkrieg zu Ende. Die Sprengkraft der Bomben und ihre Wirkung übertraf die der „1000-Bomber“ Angriffe auf Köln, Hamburg und Dresden oder auch auf Tokio. Die H-Bombe, weitere hundert Mal stärker, ist eigentlich keine Waffe mehr, sondern ein Mittel zum Völkermord. Ein Einsatz kann unter rationalen militärischen Überlegungen nicht vorgestellt werden.
Der Einsatz der A-Bomben 1945 war aus Sicht der USA jedoch militärisch sinnvoll, da eine Landung auf den japanischen Hauptinseln nicht nur dem Angreifer, sondern auch der japanischen Zivilbevölkerung höhere Verluste beigefügt hätte. Die Hauptwirkung dieser Einsätze war jedoch psychologischer Natur, indem in der japanischen Regierung Uneinigkeit auftrat, ob der Krieg fortzusetzen sei, die dem Tennō Raum zur Intervention hinsichtlich der Friedenspartei ermöglichte.
Angesichts der Nuklearwaffen und der MAD (mutually assured destruction) zwischen den Supermächten im Kalten Krieg ist der „große Krieg“ zumindest zwischen etwa gleich starken Nuklearmächten sehr unwahrscheinlich geworden. Nicht unmöglich erscheint in Zukunft aber ein Krieg zwischen sehr ungleich gerüsteten Nuklearmächten wie etwa den USA und China.
In den 1980er Jahren bereits wurde den USA unterstellt, dass durch die Nachrüstung mit Pershing-II-Raketen die Möglichkeit eröffnet würde, einen Nuklearkrieg gegen die Sowjetunion auf Europa zu beschränken (bei Verwendung taktischer Nuklearsprengkörper), wobei man vermutete, dass die Sowjetunion eine Niederlage in Europa nicht zu einem strategischen Angriff mit H-Bomben auf die USA selbst beantworten würde; die Bemühungen der Regierung Reagan um den Aufbau des SDI wurden als Bemühungen interpretiert, den USA eine Erstschlagfähigkeit gegenüber dem strategischen Potential der UdSSR zu eröffnen. Das Argument lautete, dass auch ein (bis heute nicht fertiggestelltes) SDI niemals in der Lage sein würde, einen Erstschlag der UdSSR aufzufangen, wohl aber den abgeschwächten Vergeltungsschlag.

## Waffengattungen des heutigen Heeres
Angesichts der Unwahrscheinlichkeit weiterer „Großer Kriege“ ist die spezifische hergekommene Gliederung moderner Armeen an sich überholt; wichtiger bleibt in Zukunft die Trennung der Funktion westlicher Streitkräfte in Interventionsstreitkräfte und Landesverteidigung als Rückversicherung. Die Bezeichnung für diese beiden Hauptaufgaben wechseln sicherlich noch des Öfteren.
Das Heer verwendet bis in unsere Zeit jedoch weiterhin Bezeichnungen aus der Zeit des Kalten Krieges. Es wird zwischen Kampftruppen, Kampfunterstützungstruppen, Führungstruppen und Logistiktruppen unterschieden. Zahlenmäßig sind die ersteren eindeutig in der Minderheit; die moderne Kriegstechnik ist nicht nur teuer, sondern auch sehr komplex und daher störungsanfällig. Dies begründet einen Vorteil irregulärer Kräfte, die umstandsbedingt mit einfachen Mitteln kämpfen und deren Logistik sich auf das Land und die Bevölkerung stützt.
Die Kampftruppe wird unterschieden in Infanterie, unterteilt in Jäger, Fallschirmjäger oder luftbewegliche Truppen meist mit Hubschraubern, Gebirgsjäger, in der Bundeswehr vormals Panzergrenadiere mit Schützenpanzern, Jäger vormals meist mit ungepanzerten Fahrzeugen als Teil der Territorialverteidigung, Marineinfanterie (in Deutschland nicht vorhanden; eigene Teilstreitkraft bzw. zur Marine gehörig) und die Panzertruppen, unterteilt in Kampfpanzer, Jagdpanzer, Panzeraufklärungstruppe, heute auch Panzergrenadiere und Panzerartillerie. Die wichtigste Waffengattung der Kampfunterstützungstruppen ist die Artillerie, entweder auf Selbstfahrlafette (SFL, englisch: self-propelled gun) auch als Panzerartillerie oder Feldartillerie mit Geschützen die von einem Zugfahrzeug gezogen werden sowie Raketenartillerie, die seit dem Zweiten Weltkrieg („Stalinorgel“) eine wichtige Rolle spielt. Des Weiteren sind die Pioniere eine wichtige kampfunterstützende und traditionelle Waffengattung.
Neuere Waffengattungen sind die Heeresflieger, eigenständig erst nach dem Krieg, zur Abwehr von Panzern durch Hubschrauber und auch Flugzeuge, die ABC-Abwehrtruppe zur Abwehr atomarer, biologischer und chemischer Kampfmittel, die Heeresflugabwehr, als taktische Truppe zur Verstärkung der Fliegerabwehr aller Truppen mit Flak- und FlaRak-Panzer. Zu den Führungstruppen gehören die Fernmeldetruppe, Fernspäher und die Feldjägertruppe, die Militärpolizei der Bundeswehr. In jedem längeren Krieg sind aber die Logistiktruppen, die den Nachschub sichern und für die Material-Instandsetzung und die medizinische Versorgung der Soldaten – Sanitätsdienst – zuständig sind, von entscheidender Bedeutung. Als kulturelle Institution gibt es die Militärmusik.

### Benennung von militärischen Truppenteilen
Ohne auf die – wortgeschichtlich französische – Herkunft der Begriffe Kompanie (als kleinste Grundeinheit), Bataillon, Regiment, Brigade (als kleinster Großverband), Division und (Armee-)Korps (eventuell auch Armee und Heeresgruppe) näher einzugehen, so ist zu bemerken, dass die Bezeichnungen einer größeren Einheit bzw. Verbandes keineswegs nur kleinere Einheiten enthalten, die Bezeichnungen derselben Truppengattung führen, wie die übergeordnete Einheit. Dies wäre auch gar nicht möglich, wenn das Gefecht der verbundenen Waffen angestrebt wird. So verfügt auch ein Panzerbataillon über eine Panzergrenadierkompanie, eine Panzerdivision über Artillerie usw.
Aus der Art der Zusammensetzung lassen sich Aussagen über die Intention der jeweiligen Streitkraft ableiten in Hinsicht Angriffs- oder Verteidigungsdisposition. Unterschiede zwischen Armeen der NATO und des Warschauer Paktes bestehen hinsichtlich der Anzahl von Angriffskräften in bestimmten Divisionen, die „Stoßdivisionen“ bzw. „Gardedivisionen“ der UdSSR. Hinzu kommt die unterschiedliche Nomenklatur in einzelnen Gesellschaftssystemen. So werden die im deutschen bezeichneten Panzergrenadiere in der NVA als Mot.-Schützen (mot. = motorisiert) benannt.

## Die moderne Marine

### Entwicklungen der Schiffstypen
Neben den Landstreitkräften gab es seit der Antike auch Seestreitkräfte. Das Meer wurde zunehmend nicht als Trennung, sondern als Verbindung zwischen den Ländern und Kontinenten empfunden und genutzt. Dieser Seehandel war jedoch stets durch Piraterie und feindliche Mächte bedroht, so dass die Entwicklung reiner Seestreitkräfte – also Schiffen, die keine Handelsgüter mehr beförderten, sondern nurmehr den Handel zu schützen hatten oder offensiv gegen den Handel der Gegner vorgehen sollten – bereits früh begann. Zu den einzelnen Schiffstypen liegen bereits viele hervorragende Artikel vor, so dass im Folgenden nur ein kurzer Abriss über die Entwicklung der Seestreitkräfte (Marine) erfolgen soll, der keinen Anspruch auf Vollständigkeit erhebt:
Die erste einschneidende Veränderung der Neuzeit war die Veränderung beim Schiffsantrieb. Ab dem 15. Jahrhundert entstanden Schiffe, die gegen den Wind segeln („kreuzen“) konnten, nicht mehr auf Ruderkraft angewiesen waren und somit die älteren Schiffstypen Galeere und Galeasse nach und nach ablösten. Die spanische Galeone gehörte zu den ersten neuzeitlichen, reinen Segelschiffen, wurde zunehmend stärker bewaffnet und in ihren unterschiedlichen Ausprägungen zu Vorläufern der größeren Segelkriegsschiffe. Das Hauptkriegsschiff späterer Zeit wurde das Linienschiff, benannt nach seiner Aufgabe, in Aneinanderreihung („Linie“) einer größeren Zahl dieser Schiffe in der Hauptschlacht zu kämpfen. Einen mittelgroßen Typ stellten Fregatte und Korvette dar; sie dienten zur Aufklärung, aber auch zum eigenständigen Handelsschutz und -krieg. Die Bezeichnungen Brigg und Brigantine für kleinere, zweimastige Segler sind hingegen keine militärischen Begriffe, sondern bezeichnen lediglich deren Takelung. Im 19. Jahrhundert wurden die Segel zunächst durch Dampfantrieb unterstützt und von diesem schließlich ganz ersetzt. Zu Beginn des 20. Jahrhunderts wurde die herkömmliche Dampfmaschine weitgehend durch den Turbinenantrieb verdrängt und – etwas später – durch die Dieseltechnologie ergänzt.
Eine zweite, sehr dynamische Entwicklung gab es bei der Panzerung und der Bewaffnung von Kriegsschiffen. Der Panzerschutz bestand zunächst aus mehrfach übereinander gelegten Holzschichten und wurde später durch Eisen und Stahl ersetzt. Die Qualität des Panzerstahls wurde durch neue Bearbeitungsverfahren stetig verfeinert. Die Bewaffnung änderte sich insofern, als sie ab Mitte des 19. Jahrhunderts nicht mehr starr an den Seiten, sondern in schwenkbaren Geschütztürmen aufgestellt wurde; ihre Reichweite nahm stetig zu. Aus den (Segel-)Linienschiffen wurden dampfgetriebene Linienschiffe (in Großbritannien bereits als Battleship / Schlachtschiff bezeichnet), und aus den Fregatten und Korvetten entstand der Kreuzer. Zu Beginn des 20. Jahrhunderts entstanden die „Dreadnoughts“, so bezeichnet nach dem ersten Schiff dieses Typs Dreadnought, welches über eine Hauptartillerie in schwenkbaren Türmen von einheitlichem, großem Kaliber verfügte („all-big-gun“). Die „Dreadnoughts“ umfassten neben dem eher langsamen Linienschiff bzw. Schlachtschiff auch den Typ des Schlachtkreuzers, bei welchem auf eine massive Panzerung verzichtet wurde, um den Schiffen eine starke Antriebsanlage und somit eine hohe Geschwindigkeit zu ermöglichen. Die letzte klassische – und größte – Seeschlacht zwischen Schlachtschiff- und Schlachtkreuzerflotten war die Skagerrakschlacht (engl. Battle of Jutland) im Jahr 1916. Nach dem Ersten Weltkrieg wurden die Typen Linienschiff und Schlachtkreuzer bei fast allen größeren Marinen zum „schnellen Schlachtschiff“ verschmolzen: Gut gepanzerte und relativ schnelle Schiffe, die aber immer größer und daher immer aufwändiger zu bauen und zu unterhalten waren. Die Schiffe der japanischen Yamato-Klasse verdrängten über 70.000 Tonnen, und die nicht verwirklichten Einheiten der Montana-Klasse (USA) wären noch größer geworden. Infolge der Entwicklung der Luftstreitkräfte und deren Waffen trat die Schiffspanzerung nach dem Zweiten Weltkrieg in ihrer Bedeutung zurück, da klar wurde, dass kein wie auch immer gepanzertes Schiff wirkungsvoll geschützt werden konnte, wenn der Gegner die Lufthoheit besitzt.
Eine dritte – und sehr wesentliche – Modifikation der Seestreitkräfte ergab sich durch die Einführung einer ganz neuen Waffe, des Torpedos. Dieser wurde gegen Ende des 19. Jahrhunderts entwickelt und konnte von kleinen Einheiten, etwa dem Torpedoboot, aber auch von dem zu seiner Bekämpfung entwickelten Torpedoboot-Zerstörer (später Zerstörer) und von U-Booten zur Bekämpfung von Kriegs- und Handelsschiffen eingesetzt werden. Somit entstanden zu Beginn des 20. Jahrhunderts drei völlig neue Schiffs- bzw. Bootstypen. Zerstörer und Torpedoboote wurden im Zweiten Weltkrieg jedoch nur noch selten in ihrer ursprünglichen Rolle als schneller Angreifer, sondern hauptsächlich defensiv eingesetzt, etwa zum Schutz der Flottenverbände und Geleitzüge gegen U-Boote.
Das U-Boot (Untersee-Boot) war die vierte entscheidende Neuerung des modernen Seekrieges. Das erste Tauchboot wurde im Amerikanischen Bürgerkrieg (1861–1865) eingesetzt; durch Menschenkraft angetrieben, war es wenig effektiv. Zu einer Waffe von strategischer Bedeutung wurden die U-Boote erst in den beiden Weltkriegen, als vor allem deutsche U-Boote ihren Gegnern empfindliche Verluste beibrachten („Schlacht im Atlantik“, 1940–43). Auch die U-Boote der USA und Großbritanniens erzielten große Erfolge. Allerdings waren alle U-Boote bis etwa 1944 nur reine Tauchboote: Erst gegen Ende des Zweiten Weltkriegs entstand mit der deutschen U-Boot-Klasse XXI ein Typ, der unter Wasser schneller und ausdauernder operieren konnte, der aber zu spät kam, um noch Einfluss auf die Kriegsgeschehnisse nehmen zu können. Nach dem Krieg steigerte sich durch Einführung weiterer neuer Technologien, wie z. B. des Nuklearantriebs und der „Tropfenform“ des Rumpfes, die Unterwasser-Verweildauer und die Geschwindigkeit unter Wasser noch einmal erheblich. Auch die Größe der Boote nahm derart zu, dass von U-Schiffen gesprochen werden kann.
Als fünfte Neuerung traten ab etwa 1920 die Flugzeugträger in Erscheinung. Sie wurden im Zweiten Weltkrieg – entgegen den Erwartungen der meisten Flottenführungen – zur Hauptwaffe der strategischen Seekriegsführung, besonders im Pazifik, wo sich große Einheiten dieses Typs in spektakulären See-Luftschlachten bekämpften. Doch auch im Atlantik wurde der Flugzeugträger zu einem Garanten für den Sieg der Alliierten; hier waren es meist kleinere Geleitflugzeugträger, deren Flugzeuge für eine lückenlose Flugüberwachung der Atlantik-Konvois sorgten und somit den deutschen U-Booten seit 1942/43 immer mehr zusetzten, so dass deren Erfolge stark abnahmen. Auch Deutschland baute ab 1935 an einem Flugzeugträger (Graf Zeppelin), welcher aber aufgrund von Kompetenzstreitigkeiten mit Görings Luftwaffe sowie infolge des Kriegsverlaufs nie fertiggestellt worden ist.

### Amphibische Seestreitkräfte
Die USA (United States Marine Corps) und Großbritannien (Royal Marines) unterhalten traditionell größere amphibische Kampfverbände, die oft als Elitetruppen gelten und durch speziell dafür gebaute Kriegsschiffe und -boote unterstützt werden. Auch Russland, China, Frankreich und Spanien verfügten oder verfügen über solche Einheiten. Früher kämpften sie vom Deck der Segelschiffe aus mit Infanteriewaffen gegen Matrosen oder Marineinfanteristen der Gegenseite. An dem ausgehenden 19. Jahrhundert wurden sie zu Marine-Landungskräften, die auch durchaus für längere Zeit infanteristisch neben den Heeresverbänden an Land kämpfen können und dafür über eine eigene Logistik und Kommunikation verfügen. Im Zweiten Weltkrieg wurden amphibische Operationen nicht nur im Pazifikkrieg, sondern auch bei der Landung in Nordafrika, Süditalien und in der Normandie kriegsentscheidend. Die dabei eingesetzten Schiffstypen umfassen Landungsschiffe, größere Einheiten, die sich der Küste nur nähern, sowie Landungsboote, die auf den Strand auflaufen, um dort Truppen und Material zu entladen. Seit etwa 1970 wurden auch Hovercraft – Luftkissenboote – dazu verwendet, um Abwehrfeuer möglichst schnell zu unterlaufen. Deren tatsächlicher Wert kann heute (2021) aber angezweifelt werden. Zur Unterstützung der Landungstruppen gibt es spezielle Sturmdeck-Landungsschiffe, eine Verbindung von Hubschrauberträger und Landungsschiff, die über Kampfhubschrauber zur taktischen Unterstützung verfügen.
Versorgungsschiffe sind im rückwärtigen Seeraum aller maritimen Überseeoperationen von großer Bedeutung. Sie verfügen über Treib- und Betriebsstoffe, Ersatzmunition und Ersatzteile für die Fronteinheiten und können diesen bei kleinen bis mittleren Schäden auch Reparaturhilfe leisten. Lazarettschiffe sind heute schwimmende Großkliniken, tragen keine Waffen und müssen, besonders in Kriegszeiten, äußerlich eindeutig als solche gekennzeichnet sein (z. B. durch hellen Anstrich und großflächig angebrachte Zeichen). Beide Typen werden heute auch bei zivilen Katastrophen eingesetzt, so etwa nach dem verheerenden Seebeben vor dem indonesischen Banda Aceh.

### Seestreitkräfte der Zukunft
Die Wirkung von see- und landgestützten Flugzeugen sowie von Schiff-Schiff-Raketen legt die Vermutung nahe, dass U-Schiffen und Flugzeugträgern die Zukunft in strategischen „Großen Kriegen“ gehört. Kleinere Überwasserschiffe werden deren Deckung und Luftüberwachung zwar unterstützen, sonst aber eher „Flagge zeigen“ – d. h. in „Kleinen Kriegen“ Präsenz und Schlagkraft demonstrieren, ohne ihre Feuerkraft jemals wirklich einsetzen zu müssen.
Der neueste Trend bei den Seestreitkräften bewegt sich jedenfalls von größeren Einheiten (außer U-Schiffen und Flugzeugträgern) weg und hin zu kleineren Kampfschiffen. So scheint der Kreuzer, ohnehin nur noch in den Flotten der USA und Russlands vorhanden, ebenso zu verschwinden wie der Zerstörer. Die Bezeichnungen Fregatte (heute ein an die Größe von Zerstörern und Kreuzern heranreichender Schiffstyp, oft mit 1–3 Hubschraubern ausgestattet) sowie Korvette (ähnlich, aber kleiner und meist auch langsamer) leben wieder auf. Die Bekämpfung der Piraterie, eine der Aufgaben von Fregatten und Korvetten in der Segelschiffzeit, wird in Zukunft wieder eine Hauptaufgabe ihrer modernen Namensvettern sein.

## Luftwaffe
Die Luftstreitkräfte jeden Landes heißen auch allgemein Luftwaffe; oft wird allerdings mit dem Wort die deutsche Luftwaffe, insbesondere als Gegner der RAF/USAF bezeichnet.
Als Teilstreitkraft wurden jeweils zuerst Abteilungen im Heer bzw. der Marine gegründet, die erst nach dem Ersten bzw. im Falle der United States Air Force im Zweiten Weltkrieg. zu einer eigenständigen Teilstreitkraft zusammengefügt wurden. Trotzdem sind zu späteren Zeitpunkten wieder Marine- und Heeresflieger zusätzlich zu den Luftwaffen entstanden. Kennzeichen der Staaten des Warschauer Paktes bzw. der ehemaligen UdSSR war bzw. ist die Teilung der Luftwaffe in Fliegende Verbände und Luftverteidigungskräfte, im Falle der SU zusätzlich Strategische Luftstreitkräfte etc.

### Erster Weltkrieg
Die Doppeldecker und Dreidecker des Ersten Weltkriegs waren langsam und zunächst unbewaffnet; der Pilot versuchte mit seiner Pistole die gegnerische Maschine zu treffen, der Beobachter warf mit der Hand kleine Bomben ab. In dieser Phase versahen die Flugzeuge nur Aufklärungsfunktionen. Mit dem synchronisierten Maschinengewehr, das durch den Propeller hindurchschießen konnte, begannen die legendären Luftkämpfe.
Bombenflugzeuge und Zeppeline als Bomber versetzten London in Schrecken, obwohl ihre maximale Bombenlast gering war.

### Zwischenkriegszeit
Doch die Erinnerung an den Schrecken dieser ersten Luftangriffe blieb in England wach. „The bomber always comes through“ war die Devise der Vertreter des strategischen Bombenkrieges im Gegensatz zu der Auffassung, die Luftwaffe als taktische Waffe, als „fliegende Artillerie“ hauptsächlich auf dem Schlachtfeld einzusetzen. Auch in der Seekriegsführung erkannte man den Nutzen nicht recht, den das Flugzeug in Aufklärung und Einsatz mittels Torpedos und Bomben gegen Schiffe würde leisten können. Flakeinheiten und Jagdgeschwader entstanden jedoch gleichzeitig mit den Bombereinheiten.

### Zweiter Weltkrieg
Zur (bodengestützten) Luftverteidigung gehörte im Zweiten Weltkrieg zuerst ausschließlich die Flak – Flugabwehrkanone (englisch: Anti-aircraft, AA), am Ende des Krieges trat mit der „Wasserfall“ die erste FlaRak in Erscheinung. Die deutsche Luftwaffe war im Gegensatz zur RAF als Unterstützung der Bodentruppen als taktische Luftwaffe konzipiert worden und erfüllte diese Erwartung, hauptsächlich mit den Sturzkampfflugzeugen („Stuka“). In einer operativen Rolle 1940 gegen London und andere Städte eingesetzt, konnte sie durch mangelnde Reichweite ihrer Flugzeuge und zu geringe Bombenlast diese nicht erfüllen und erlitt schwere Verluste, auch weil sie keine viermotorigen Bomber hatten.
Das britische Luftfahrtministerium wies am 14. Februar 1942 in der Area Bombing Directive („Anweisung zum Flächenbombardement“) die RAF an, die Einsätze auf die Moral der feindlichen Zivilbevölkerung zu konzentrieren – insbesondere auf die der Industriearbeiter. Dieses Ziel wurde nicht erreicht (möglicherweise eher das Gegenteil). Obwohl RAF und USAF wesentlich mehr und größere Bomber gegen Deutschland einsetzen, verfehlte das Flächenbombardement seine strategische Funktion; weder Moral noch Produktion litten in erheblichem Maß. Die Angreifer erlitten hohe Verluste; deshalb versuchten sie 1942 drei Angriffe mit einer „1000-Bomber-Flotte“: am 30./31. Mai 1942 bombardierte diese Köln („Operation Millennium“), am 1./2. Juni Essen (956 Flugzeuge) und am 25./26. Juni Bremen (960 Flugzeuge). Später im Krieg kam es dann wieder zu „1000-Bomber-Angriffen“ ausschließlich viermotoriger Maschinen mit deutlich höherer Bombenlast. Speziell die Luftangriffe auf Dresden, auf Berlin und auf das Ruhrgebiet gingen in die Geschichte ein.
Die anglo-amerikanische Bomberoffensive (Combined Bomber Offensive) hatte den kriegspolitischen Aspekt, die UdSSR zu entlasten und ihr die Ernsthaftigkeit der Kriegsbemühungen der Westmächte zu demonstrieren.

### Kalter Krieg
Im Kalten Krieg waren die strategischen, d. h. H-Bomben-Luftstreitkräfte zuerst die einzigen Trägersysteme für die neue Waffe. Diese Bedeutung ging an die land- und U-Boot-gestützten Interkontinentalraketen verloren. Reine Bombenflugzeuge in nicht-strategischer Funktion sind selten geworden; die taktische Angriffsrolle wird von Jagdbombern und Erdkampfunterstützungs-Flugzeugen oder -Hubschraubern übernommen, letztere aber eher den Heeresfliegern zugeordnet sind. Der Hubschrauber wird auch zum Transport von Luftlande-Einheiten verwendet.
Auch in der Zeit des Kalten Krieges zeigte sich, dass Luftwaffen von erheblicher taktischer Bedeutung, etwa in der Bekämpfung von Panzerverbänden sind, in strategischem Einsatz gegen einen entschlossenen Verteidiger (Nordvietnam) trotz gewaltigster Bombenlast keine kriegsentscheidende Wirkung zeigen.

### Neueste Zeit
Zur Vermeidung eigener Verluste an Bodentruppen und zur Vermeidung der Problematik einer Kriegserklärung wurden wiederholt Luftangriffe wie zum Beispiel während des Kosovokrieges geflogen. Dabei sollen gezielt militärische Einheiten, Rüstungsbetriebe und logistische Knotenpunkte getroffen und ausgeschaltet werden („chirurgische Luftangriffe“) und eine Demoralisierung der Bevölkerung erreicht werden.
Diese psychologische Wirkung von Luftangriffen ist jedoch äußerst umstritten, denn es kommt bei solchen Operationen fast immer zu zivilen Opfern, was in den Medien gegen den Angreifer verwendet werden kann. Statt der erhofften Demoralisierung kann somit auch das Gegenteil eintreten, nämlich ein Zusammenrücken der Zivilbevölkerung – selbst von Systemgegnern – hinter die Regierung. Diese Erfahrung musste bereits im Zweiten Weltkrieg gemacht werden.

## Streitkräfte und Medien
Propaganda und Desinformation gab es zu allen Zeiten. Unter anderem gab es britische Plakate im Ersten Weltkrieg, die affenartige deutsche Soldaten zeigen, die belgische Säuglinge auf ihren bluttriefenden Bajonetten aufspießen. Ebenfalls britischen Ursprungs ist die Behauptung, deutsche Soldaten würden Zivilisten im besetzten Belgien Hände abhacken.
NS-Deutschland lenkte die Medien durch das Ministerium für Volksaufklärung und Propaganda. Das Hören ausländischer Rundfunksender („Feindsender“) wurde mit hohen Strafen bis hin zur Todesstrafe bedroht.

In demokratischen Staaten wird den Medien zwar auch eine gewisse patriotische Haltung abverlangt, die aber dennoch zur Enthüllung unliebsamer Tatsachen führen kann, die von der militärisch-politischen Führung nicht thematisiert werden sollte. (Das Massaker von Mỹ Lai etc.)
Andererseits haben Fernsehbilder eine viel stärker suggestive Kraft, so dass aus einer örtlichen Niederlage der Eindruck eines verloren gehenden Krieges entstehen kann. Da das amerikanische Militär den Eindruck gewann, man hätte ohne derartige negative Fernsehbilder den Vietnamkrieg gewonnen (nicht ganz zutreffend; die politische Unmöglichkeit, den Norden mit Bodentruppen anzugreifen, verschaffte dem Gegner eine unzerstörbare Operationsbasis), sollte dies im Dritten Golfkrieg unterbunden werden. Daher entstand der „embedded journalist“, ein Reporter, dessen Leben von den Soldaten der Einheit abhängt, über die er berichtet, wird sich dieser Aufgabe im Sinne militärischer Kameradschaftlichkeit (d. h. Verschweigen und Vertuschen unangenehmer Details) widmen. Allerdings hat die Wirklichkeit die Mediendarstellung dort übertroffen.

## Nach Region
- Militärgeschichte der USA
  - Liste von Militäroperationen der Vereinigten Staaten
  - Vietnamkrieg
  - Zweiter Golfkrieg und Irakkrieg
- Britische Militärgeschichte